# Sébastien Rosseler
Sébastien Rosseler (Verviers, 15 de juliol de 1981) és un ciclista belga, professional des del 2003 fins al 2015. Bon rodador, solia preparar el llançament dels esprints del seu cap de files.
En el seu palmarès destaca la Fletxa Brabançona de 2010, una etapa al Tour del Benelux de 2007 i els Tres dies de La Panne de 2011.

## Palmarès
- 2001
  - Vencedor d'una etapa del Triptyque des Monts et Châteaux
- 2002
  - 1r al Triptyque des Monts et Châteaux i vencedor d'una etapa
- 2003
  - 1r al Triptyque des Monts et Châteaux i vencedor d'una etapa
  - 1r als Dos dies del Gaverstreek i vencedor d'una etapa
  - Vencedor de 3 etapes de l'Olympia's Tour
- 2007
  - Vencedor d'una etapa del Tour del Benelux
- 2008
  - Vencedor d'una etapa del Circuit Franco-belga
- 2009
  - Vencedor d'una etapa de la Volta a Bèlgica
  - Vencedor d'una etapa dels Quatre dies de Dunkerque
- 2010
  - 1r a la Fletxa Brabançona
  - Vencedor d'una etapa de la Volta a l'Algarve
- 2011
  - 1r als Tres dies de La Panne i vencedor d'una etapa

### Resultats a la Volta a Espanya
- 2006. 116è de la classificació general

### Resultats al Tour de França
- 2007. 104è de la classificació general
- 2008. 98è de la classificació general
- 2009. 104è de la classificació general

### Resultats al Giro d'Itàlia
- 2012. 125è de la classificació general